# Pastel de pera con lavanda
Pastel de pera con lavanda es una comedia romántica francesa realizada por Éric Besnard y estrenada en 2015.

## Resumen
Louise, joven viuda arboricultora de Drôme en dificultades financieras, colisiona en un accidente de coche con un hombre que anda sobre un camino de tierra. Extraño personaje filiforme, dégingandé y rígido en su inmutable disfraz. Habla  rápido y mecánicamente. Niega estar curado y no permite que lo toquen. Louise descubre poco a poco que Pierre es aspie, lleno de tics y de angustias, pero igualmente un terrible observador, calculador prodigioso y analizador, todo con ayuda de su ordenador. Pierre se adapta muy rápidamente a Louise y a su entorno y se instala en ella a pesar suyo. Primeramente perplejos, los dos hijos de Louise se atan a él y hacen todo para que el joven entre en casa. Louise está trastornada cuando sabe que su nuevo compañero está amenazado de internamiento psiquiátrico por orden judicial. Por otra parte, sus competencias científicas y técnicas la salvan repetidamente de la ruina. Vacila largamente a aceptarlo en su vida.

## Reparto
- Virginie Efira: Louise Legrand, arboricultora.
- Benjamin Lavernhe: Pierre, el autista.
- Lucie Fagedet: Emma, la hija de Louise.
- Léo Lorléac'h: Félix, hijo de Louise.
- Hervé Pierre: Jules, el librero, mentor de Pierre.
- Laurent Barco: Paul, el vecino de Louise.
- Hiam Abbass: Mélanie Ferenza, la psicóloga.
- Natalie Beder: mujer joven
- Valentin Merlet: bancario
- François Bureloup: dueño del bar.
- Francia Darry: clienta del mercado.
- Stéphane Di Spirito: un cliente del mercado.
- Alain Gressot : un cliente del mercado.
- Franck Adrien : la ayuda-que cura.
- Julien Ratel: repartidor de flores.

## Acerca de la película
- La película es producto de un largo trabajo de documentación sobre la autismo por Eric Besnard, el realizador, y se inspira en libros de Daniel Tammet y de Josef Schovanec.
- El estreno de la película en Francia coincidió con la publicación del libro del mismo asunto Del amor en Autistan, ISBN 2259229476.
- El título original de la película, Le Goût des merveilles, se refiere a las maravillas, las beignets del suroeste de Francia, consumidos durante los carnavales o el martes gordo. La película muestra numerosos planos de la cocina de Louise y platos dulces.